# Виктор Бьярки Дадасон
Виктор Бьярки Дадасон (исл. Viktor Bjarki Daðason; родился 30 июня 2008 года, Исландия) — исландский футболист, нападающий датского клуба «Копенгаген».

## Клубная карьера
Виктор Бьярки Дадасон — воспитанник «Фрама». В мае 2023 года проходил стажировку в «Орхусе». Дебют за клуб состоялся 3 сентября 2023 года в матче против «Викингура», выйдя на замену вместо Арона Снайра Ингасона, став самым молодым игроком, дебютировавшим за «Фрам»; предыдущий рекорд держался почти 30 лет и был установлен в 1993 году Торбьёднсом Атлой Свейнссонаром. Свой первый гол за клуб забил 29 апреля 2024 года в ворота «Валюра» в возрасте 15 лет, 9 месяцев и 30 дней, став самым молодым футболистом, забивавшим за «Фрам» (предыдущий рекорд принадлежал Хейдарсу Гейрсу Юлиуссонару, который был установлен в 2004 году), и третьим самым молодым бомбардиром в истории высшего дивизиона Исландии, после Эйдура Гудьонсена (15 лет, 8 месяцев и 11 дней) и Тоураринна Кристьяунссона (15 лет, 8 месяцев и 30 дней). Всего за клуб сыграл 19 матчей, где забил 3 мяча.
Во время матча против сборной Венгрии до 15 лет, где он и его партнёр по сборной Гюннар Орри Ольсен забили по голу, находились скауты «Копенгагена». Об их присутствии Дадасон знал; для него данный факт стал мотивацией сыграть в этой игре хорошо, чтобы перейти в датский клуб. 11 января 2024 года перешёл в «Копенгаген». Как и Гюннар Орри Ольсен, официально перейдёт в клуб летом. Полноценно присоединился к клубу 1 июля, а к тренировкам приступил примерно 20 июля. Играет за команду до 17 лет. За команду до 19 лет дебютировал в матче против сверстников из «Хорсенс».

## Карьера в сборной
За сборные Исландии до 15, 16, 17 и 19 лет сыграл 16 матчей, где забил 5 мячей.

## Личная жизнь
Его отец, Дади Хафтоурссон, бывший гандболист. До апреля 2023 года Дадасон играл за гандбольный «Фрам» на высшем молодёжном уровне, где также имел серьёзные перспективы, но выбрал футбол.

## Стиль игры
Рунар Кристинссон, главный тренер «Фрама», сравнивает его с Орри Оускарссоном. Также по его мнению, Дадасон «умеет держать мяч и разворачиваться. Он очень хорошо разбирается в футболе, учитывая, что ему всего 15 лет».